# Gilles Constantinian
Gilles Constantinian, né le 27 octobre 1964 à Lyon, est un footballeur professionnel français évoluant au poste d'attaquant.